# 科爾冰川
68°42′S 66°6′W / 68.700°S 66.100°W
科爾冰川是南極洲的冰川，位於葛拉漢地南部的戈德弗里高地東部，全長20公里，在1958年由美國探險隊發現，以英國科學儀器製造家命名。